# 大木彝雄
大木 彝雄（おおき つねお、1879年（明治12年）7月4日 - 没年不詳）は、日本の宮内官僚。宮中顧問官。

## 経歴
富山県。1906年（明治39年）に東京帝国大学法科大学独法科を卒業。宮内省会計審査局勤務、大臣官房総務課勤務、宮内書記官・文書課長、宮内事務官兼式部官・用度課長、同大膳課長を歴任。1933年（昭和8年）、宮中顧問官に任命された。

## 親族
- 田艇吉 - 妻の父[1][2]。衆議院議員。

## 栄典
- 1940年（昭和15年）8月15日 - 紀元二千六百年祝典記念章[3]